# 煙か土か食い物
『煙か土か食い物 Smoke,Soil,or Sacrifices』（けむりかつちかくいもの）は、舞城王太郎の小説。2001年3月に講談社から刊行された。舞城のデビュー作であり、第19回メフィスト賞受賞作。

## 概要
英文がカタカナで表記されることが特徴であり、舞台が福井県であるため、会話文では福井弁が飛び交う。スピンアウト作品である『駒月万紀子』 『イラストーリー『二郎』』は2022年現在単行本化されていない。

## あらすじ
奈津川一家の四男・腕利き外科医の四郎がアメリカから故郷西暁町へ、母親が連続主婦殴打生き埋め事件の被害者になったとの報せで舞い戻る。

## 登場人物

### 奈津川家
四郎本作の主人公。アメリカはサンディエゴ、ホッジ総合病院のERで腕利き外科医として働いている。
一郎長男。父の秘書を経て県議会議員となり、中央政界を目指している。
二郎次男。天才的な頭脳の持ち主。父親との凄絶な諍いの末、十七歳の時に完全密室のはずの三角蔵から謎の失踪を遂げた。以来行方不明。
三郎三男。純文学を経てミステリへ転向した小説家。「暗闇の中で子供」ではストーリーテラーをつとめる。
丸雄父。通産大臣まで務めた政治家。頬に三日月の傷があり、他にも全身に無数の傷跡を持つ。
陽子母。連続主婦殴打生き埋め事件の被害者となり、眠り続けている。
理保子一郎の妻。よくできた政治家の妻。
大丸丸雄の父。やはり政治家だったが、1963年夏、三角蔵で自殺した。
龍子大丸の妻。
ハンス大丸の父。経歴不明の謎のドイツ人。彼の血を引くため、奈津川家の男子はみな身長が180 cmを超える。
晴河ハンスの妻。

### 四郎の同級生
ルパン（高谷義男）整った容姿を持ちながらも頭が足りないため、馬鹿にしたあだ名でばかり呼ばれてきた男。西暁町役場の地域課に勤めている。
マリック（真陸隆宏）キャリアの警察官。現在は東京で勤めている。
白碑将美名古屋の高検に勤める検察官。マリックとは中学生の頃からとても仲が良かった。

### その他
ウサギ（山口ウサギ）ルパンの浮気相手。イマドキな外見ながらも学のある女子高生。
高谷真理ルパンの妻。精神科医であり、高谷クリニックを経営している。
番場潤二郎三郎の友人、自称名探偵。三郎のミステリ小説に登場する名探偵・ルンババ12のモデルになった。
杉田和江奈津川家で雇われている家政婦。
旗木田阿帝奈奈津川陽子が入院している病院の看護師。
野崎博司北陸医大の学生。
佐藤良子事件の4番目の被害者。

## 書誌情報
- 煙か土か食い物（講談社ノベルス、2001年） ISBN 978-4061821729
- 煙か土か食い物（講談社文庫、2004年） ISBN 978-4062749367